# Grasmayr-Villa

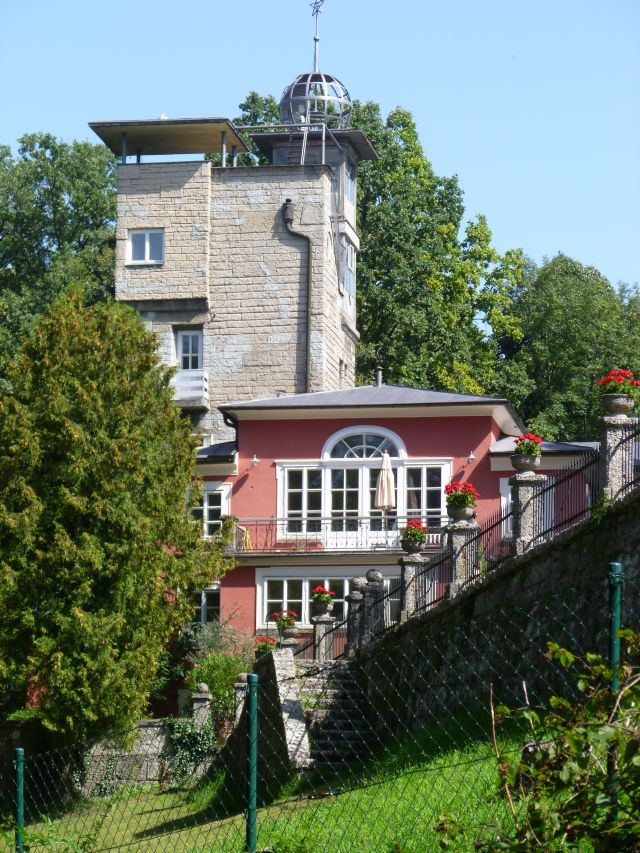
Grasmayr-Villa

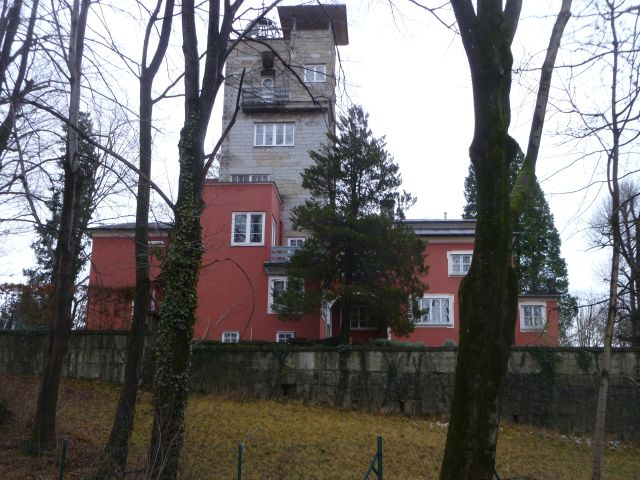
Grasmayr-Villa vom Ludwig Prähauser Weg aus

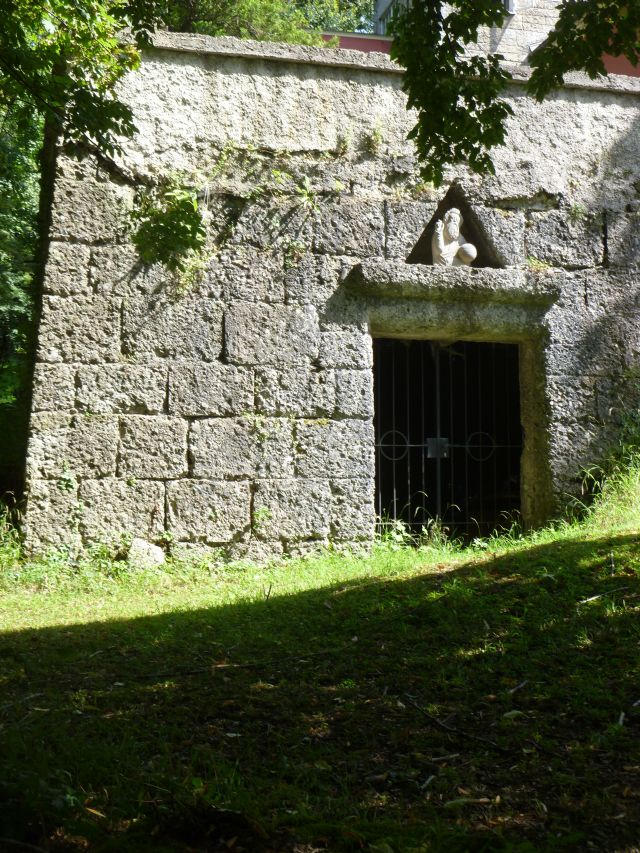
Grasmayr-Villa: Kellergebäude

Die Grasmayr-Villa, ursprünglich Hofenburg, aber auch Arnoldsschlössl oder Endresvilla genannt, ist ein architektonisch eigenwilliges Gebäude auf der Karolinenhöhe des Mönchsbergs in Salzburg (Mönchsberg Nr. 18). 

## Geschichte
Auf dem Gebiet der heutigen Grasmayr-Villa besaß der Domvikar und Domzeremoniar Johann Baptist Hofer (Konsistorial-, Hofgerichts- und Hofkammeradvokat) 1656 einen Garten, in dem zu Kriegszeiten ein „Pulverstampf“, ein Werk zur Herstellung von Schießpulver (Schwarzpulver) eingerichtet war. 1664 erhielt Hofer vom Kloster St. Peter dazu noch ein kleines Grundstück, für das er vom Schlosshauptmann und der Hofkammer am 1. Februar bzw. dem 16. März 1666 die Erlaubnis erhielt, ein hölzernes Sommerhäusl mit einem Rauchfang aufzurichten. Bald aber baute er dieses samt der ehemaligen Pulverstampf zu einem richtigen Haus mit einer Stallung, Keller etc. aus, wofür er dem Kloster St. Peter Erbrechtszins zu zahlen hatte. Nach dem Tode des Domvikars wurde das Gütl „Hoferburg“ am 11. März 1678 der Katharina Eggl, die mit dem Schneidermeister Daniel Kleiner verheiratet war, übergeben. Diese verkauften den Besitz 1680 an den Hofrichter Veit Arnold und seiner Frau Barbara Burghart, die dann das Schlössl der Landschaft zum Kauf anboten. Zu dem Besitz gehörte neben Sommerhaus, Keller, Kuhstall, Tenne und Heustadl auch ein auf der Höhe stehender Getreidekasten. Die Landschaft wiederum übergab das Gut wieder an St. Peter gegen das Recht, einen Steinbruch zu nutzen und das Gut vom Burgrecht auszunehmen. Das Kloster vergab in der Folge das Gut oder die Meierei an Pächter. 
Als 1822 der damals Schatteinermeierei genannte Besitz vom Kloster versteigert wurde, wurde dieser von den Eheleuten Kirchberger am 26. Jänner 1822 ersteigert. Am 27. Februar 1831 brannte das Gut wegen Brandstiftung ab (bereits zwei Tage zuvor war ein nicht voll ausgebrochener Brand gelegt worden, in dessen Folge zwei Kühe erstickten). In der Folge wechselten die Besitzer relativ rasch.
1865 wurde der Besitz von M. Georg Gaskell, einem englischen Landschaftsmaler, der im Winter in Kairo und im Sommer in Salzburg lebte, gekauft. Er ließ das Haus 1868 im englischen Villenstil umbauen. 1895 kam der Besitz an seine Witwe, 1900 an Heinrich Endres und 1908 wieder an dessen Witwe Lidwina. 
Der Schriftsteller, Volksschullehrer und Weltenbummler Alois Grasmayr erwarb mit seiner Frau Magda Mautner von Markhof (aus der Familie der Mautner Markhofs) das Haus 1915. Grasmayr ließ dann 1917 ein Marmorwappen Paris Lodrons, das zuvor auf dem Kemptenhaus zu sehen war, an der neugebauten doppelarmigen Freitreppe neu anbringen. 1930 erfolgten weitere Anbauten und der Neubau eines Aussichtsturms mit der typischen drehbaren Weltkugel. Das Haus ist auch heute noch im Besitz der Nachfahren der Familie Grasmayr.

## Die Grasmayr-Villa heute
Eduard Bäumer, Maler und ab 1948 Lehrer an der Wiener Akademie für Angewandte Kunst, geboren 1892 in Kastellaun im Hunsrück, lebte seit 1936 mit seiner Familie in der Grasmayr-Villa, weil er aus Deutschland vor dem nationalsozialistischen Regime geflüchtet war. Er hatte in der Grasmayr-Villa auch ein großes Atelier. 1944 musste er sich nach Großarl zurückziehen, da seine Frau Valerie Bäumer wegen ihrer jüdischen Herkunft in Lebensgefahr war. Dort schützte der Pfarrer Balthasar Linsinger seine Frau und die drei Kinder vor Verfolgung. Nächstgelegen wohnte u. a. der Kunsthistoriker und Pädagoge Ludwig Prähauser (1877–1961), nach dem dann auch der Weg bis zur Bürgerwehr benannt wurde. 